# Telmatherinidae
Telmatherinidae es una familia de peces (Atheriniformes), conocidos como los pejerreyes de aleta vela.

## Hábitat y características
Las especies de esta familia habitan en agua dulce, agua salobre y agua de mar.
Una sola especie que se restringe a la isla de Célebes, la mayoría se encuentran en los Lagos Malili de la isla Célebes.
Son peces pequeños, que van desde los 3 cm, hasta los 8 cm de longitud. Llevan el nombre de aleta vela por su primer aleta dorsal (en los machos), estos son de colores brillantes, en comparación con las hembras.

## Géneros y especies
Existen 18 especies agrupadas en 5 géneros:
- Género Kalyptatherina Saeed y Ivantsoff, 1991:
  - Kalyptatherina helodes (Ivantsoff y Allen, 1984)
- Género Marosatherina Aarn, Ivantsoff y Kottelat, 1998
  - Marosatherina ladigesi (Ahl, 1936)
- Género Paratherina Kottelat, 1990
  - Paratherina cyanea Aurich, 1935
  - Paratherina labiosa Aurich, 1935
  - Paratherina striata Aurich, 1935
  - Paratherina wolterecki Aurich, 1935
- Género Telmatherina Boulenger, 1897
  - Telmatherina abendanoni Weber, 1913
  - Telmatherina albolabiosus Tantu y Nilawati, 2008
  - Telmatherina antoniae Kottelat, 1991
  - Telmatherina bonti Weber  de Beaufort, 1922
  - Telmatherina celebensis Boulenger, 1897
  - Telmatherina obscura Kottelat, 1991
  - Telmatherina opudi Kottelat, 1991
  - Telmatherina prognatha Kottelat, 1991
  - Telmatherina sarasinorum Kottelat, 1991
  - Telmatherina wahjui Kottelat, 1991
- Género Tominanga Kottelat, 1990
  - Tominanga aurea Kottelat, 1990
  - Tominanga sanguicauda Kottelat, 1990